# Biskupi nankińscy
Biskupi nankińscy – rzymskokatoliccy biskupi mający swoją stolicę biskupią w Nankinie, obecnie w Chińskiej Republice Ludowej. W Nankinie mieściła się stolica wikariatu apostolskiego (1659 - 1690), diecezji (1690 - 1856), ponownie wikariatu apostolskiego (1856 - 1946 z przerwami) i archidiecezji (1946 - nadal).

## Ordynariusze
Ordynariuszami i administratorami zostało mianowanych:
- 6 Francuzów
- 6 Portugalczyków
- 4 Chińczyków
- 4 Włochów
- 1 Austriak
- 1 Niemiec

### Wikariusze apostolscy Nankinu

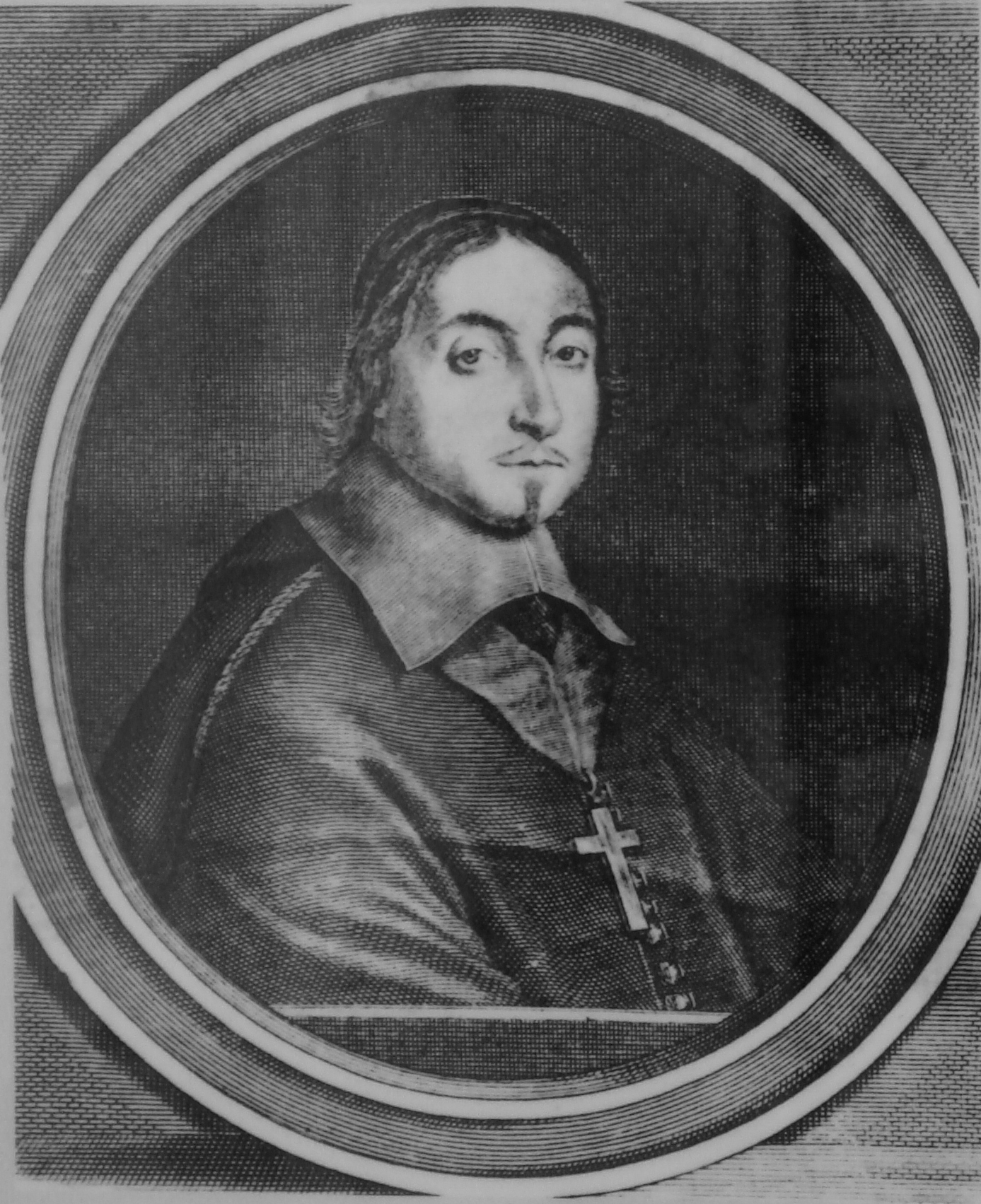
Ignace Cotolendi MEP - pierwszy wikariusz apostolski Nankinu

- Ignace Cotolendi MEP (20 września 1660 - 16 sierpnia 1662)
- Gregory Luo Wenzao OP (4 stycznia 1674 - 10 kwietnia 1690)

### Biskupi nankińscy
- Gregory Luo Wenzao OP (10 kwietnia 1690 - 27 lutego 1691)
- Giovanni Francesco de Nicolais de Nicolais OFM (1691 - 20 października 1696) następnie mianowany wikariuszem apostolskim Hubei i Hunan
- Alessandro Ciceri SI (25 stycznia 1694 - 22 grudnia 1703)
- Antonio de Silva SI (1705 – 1707)
- António Paes Godinho SI (11 lutego 1718 - 11 lutego 1721) nie objął diecezji
- Emmanuel de Jesus-Maria-Joseph OFM (12 lutego 1721 - 6 lipca 1739)
- Francesco de Santa Rosa de Viterbo OFM (26 listopada 1742 - 21 marca 1750)
- Gottfried Xaver von Laimbeckhoven SI (15 maja 1752 - 22 maja 1787)
- o. Eusebio Luciano Carvalho Gomes da Silva CM (14 grudnia 1789 - 30 marca 1790) nie objął diecezji i nie przyjął sakry biskupiej
- Cayetano Pires Pireira CM (20 sierpnia 1804 - 2 listopada 1838) od sierpnia 1827 także administrator wikariatu apostolskiego Pekinu
  - Lodovico Maria Besi (19 grudnia 1839 - 9 lipca 1848) administrator apostolski Nankinu i wikariusz apostolski Szantung
- Francesco Xavier Maresca OFM (9 lipca 1848 – 2 listopada 1855)

### Wikariusze apostolscy Jiangnanu

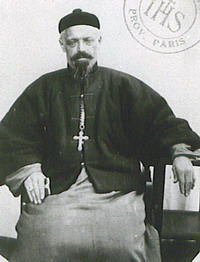
André Pierre Borgniet SI

- André-Pierre Borgniet SI (24 kwietnia 1859 - 31 lipca 1862)
- Adrien-Hyppolyte Languillat SI (9 września 1864 - 30 listopada 1878)
- Valentin Garnier SI (21 stycznia 1879 - 14 sierpnia 1898)
- Jean-Baptiste Simon SI (7 stycznia 1899 - 18 sierpnia 1899)
- Próspero París SI (6 kwietnia 1900 - 8 sierpnia 1921)

### Wikariusz apostolski Jiangsu
- Próspero París SI (8 sierpnia 1921 - 1 maja 1922)

### Wikariusze apostolscy Nankinu

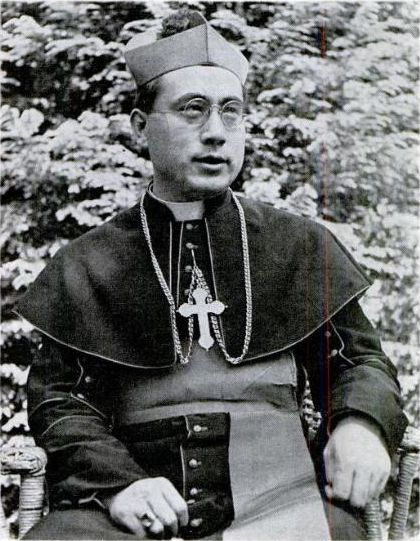
kard. Paul Yü Pin

- Próspero París SI (1 maja 1922 - 13 maja 1931)
- Auguste Haouisée SI (13 maja 1931 - 13 grudnia 1933) następnie mianowany wikariuszem apostolskim Szanghaju
- Paul Yü Pin (17 lipca 1936 - 11 kwietnia 1946)

### Arcybiskupi nankińscy
- kard. Paul Yü Pin (11 kwietnia 1946 - 16 sierpnia 1978)
  - kard. Ignatius Kung Pin-mei (15 lipca 1950 - 12 marca 2000) administrator apostolski Nankinu i biskup szanghajski
  - Joseph Fan Zhongliang SI (2000 - 2014) administrator apostolski Nankinu i biskup szanghajski

## Arcybiskupi bez mandatu papieskiego
Archidiecezją nankińską rządziło czterech, nieuznawanych przez Stolicę Apostolską, arcybiskupów. Należeli oni do Patriotycznego Stowarzyszenia Katolików Chińskich i zostali mianowani z polecenia komunistycznych władz chińskich bez zgody papieża. Byli to:
- John Li Weiguang (1959 – 1970[1])
- Joseph Qian Huimin (1981 – 20 maja 1993)
- Joseph Liu Yuanren (1993 – 20 kwietnia 2005)
- Francis Lu Xinping (2000 - nadal)